# Dypsis sanctaemariae
Dypsis sanctaemariae là loài thực vật có hoa thuộc họ Arecaceae. Loài này được J.Dransf. mô tả khoa học đầu tiên năm 1995.